# キャッチ・アンド・リリース
キャッチ・アンド・リリース（キャッチ&リリース、再放流）とは、釣りで釣った魚を生かしたまま、釣った水域、地点で同所的に放流する行為である。
釣りにおいてその漁獲目的が魚の商業利用や自家消費でなく純然たる遊漁である場合、無益な殺生を避け、また生物資源の保護という観点から釣った魚をその場で水に戻すことが望ましいとされた。しかしながら根本的には人間が楽しむ反面、釣針で魚に傷を負わせる上に多大な疲労と恐怖を与える事になる為、業の深い行いであることは否定できない。このため動物虐待とされる事もあり、賛否がある。
法令等の規制により、リリースが義務化されている事もあれば、逆に、リリースが禁じられている場合もある。各釣り場におけるルールは前もって把握しておくべきである。
釣られた魚は釣師との戦いを経て身体および恐怖のストレスにより疲労しきっている。水に戻す際には両手で魚体をやさしく包むようにし、無事に泳げるかどうか確認しながらそっと放流することが礼儀である。

## キャッチ・アンド・リリースの対象となる魚
釣れた魚を利用しないキャッチ・アンド・リリースを行うのは、魚でなく釣り自体を目的としたゲームフィッシングや、狙いと違う外道や成長前の稚魚が釣れてそれを利用しない場合等であり、後者の場合は単に「逃がす」と言う事も多い。対象となる魚には、概ね以下のような特徴がある。

### ゲームフィッシングの対象魚
競技、ゲーム性を目的とする釣りの対象魚。
ブラックバスやヘラブナといった古くよりいわゆる競技性を重視したゲームフィッシングの対象魚が当てはまる。また、近年日本のルアーフィッシングでは、釣れた魚を概ねリリースする傾向にある。ヘラブナの場合、食用というよりは釣り自体に価値が置かれ「ヘラブナに始まり、ヘラブナに終わる」と言われるように釣り自体が奥が深く、古くから釣り人の間では放魚が常とされてきた。
長さや重さを計測したり撮影したりした後に、リリースする事もある。釣り人たちは魚を減らさないためにも、禁じられていない限りリリースする事が多い。
競技として盛んに行われているアユは食味に優れているためあまり対象とされない。
ただし、釣り堀で釣った魚を逃がす事は、余りキャッチ・アンド・リリースと言わない。
- 北アメリカでは、釣魚はホソアカメ、サケ・マス類、バス類、カワカマス類、ナマズ類、ウォールアイとマスケランジ。ゲームフィッシュの小魚はフライパンに収まるサイズなのでパンフィッシュと呼ばれている。クラッピー、パーチ類、ロックバス、ブルーギルなどのサンフィッシュ類などがあげられる。パンフィッシュは、子供達の釣りの対象魚として親しまれている。
- イギリスでは、"ゲームフィッシュ" は、サケ・マス類などを指す。それ以外の淡水魚は雑魚と呼ばれている。

### 食味が悪いとされる魚
種そのものの特性や環境によって食味が悪いとされる魚。例えば上記のヘラブナは、食味が悪いと言われ食するのが忌避されているため、よくリリースされる。また、都市近郊の荒んだ水域の魚もあまり好んで食用とはされない。

### 地域で保護している種
希少性が高く、保全が望まれる、または環境保護のためリリースが義務付けられている水域の魚。
日本でイトウやイワトコナマズなどは、自治体や漁業組合レベルでリリースが励行されている場合もある。また、特に最近では渓流などでマス類の保全のため「キャッチ・アンド・リリース区間」なるものを設置している場合もある。
地域と種によっては、大きい成魚は持ち帰れるが、体長等が基準以下の若魚のリリースが義務である。

### 毒をもった魚
触ると危険なゴンズイ、ミノカサゴ、ハオコゼ。また体内に毒をもつフグ類やシガテラ毒を持った魚が当てはまる。
特に触ると危険な魚が釣れてしまった場合はハリスを切って逃がした方が安全であるが、その場合普通キャッチ・アンド・リリースとは言わない。釣行時には毒魚バサミを携帯し無理のない範囲で極力釣り針を外した上で逃がした方が道徳上望ましい。ただし、アイゴはヒレに毒を持った魚であるが、食味が良いため特に関西ではヒレを切り落とすなど処理した上で食されることもある。
フグは、概ね船釣りの外道でショウサイフグなどがつれることがあり、この場合概ねリリースされるが、一部にはふぐ調理師免許を持った船宿が専門に狙うこともあり食用の対象魚ともなる。

## キャッチ・アンド・リリースの弊害
ブラックバスやブルーギルのように既存の生態系に悪影響を与え、特定外来生物に指定されているような場合にはむしろ積極的に捕獲するべきであるというものである。

## 規制による禁止

### 日本
秋田県、新潟県、埼玉県、滋賀県の琵琶湖などでは漁業法に基づく水面漁場管理委員会指示や条例などにより、特定外来生物の外来魚のキャッチ・アンド・リリースを禁止している。
滋賀県
条例により、自然環境や生活環境などへの負荷の軽減などを目的としてブルーギル、オオクチバスなどの外来魚のリリースを禁止している。2008年7月からは、滋賀県全域でこれらの魚のリリース禁止が適用された。捕獲した外来魚は県内各地に設置してある外来魚回収ボックス・いけすに投入するか、もしくは、持ち帰って調理して食べる(キャッチ＆イート)かのいずれを推奨している。
関連する条例および条文は以下の通りである。
滋賀県琵琶湖のレジャー利用の適正化に関する条例（滋賀県条例第52号 平成14年10月22日）第18条レジャー活動として魚類を採捕する者は、外来魚（ブルーギル、オオクチバスその他の規則で定める魚類をいう。） を採捕したときは 、 これを琵琶湖その他の水域に放流してはならない。
秋田県
水面漁場管理委員会指示などにより、在来種や稀少生物の保護などを理由に、八郎潟をはじめとした秋田県全域で、ブラックバス、ブルーギルなどの外来魚のキャッチ・アンド・リリースを禁止している。
新潟県
水面漁場管理委員会指示により、ブラックバス、ブルーギルなどの外来魚のリリースを禁止している。
埼玉県
埼玉県内水面漁場管理委員会により県内の公共用水面全域において、オオクチバス、コクチバス、ブルーギル及びチャネルキャットフィッシュ（アメリカナマズ）を採捕した河川及びその連続する水域に再放流してはならないと指示されている。

### スイス
スイスでは、動物虐待として禁止されている。

## タグ・アンド・リリース
日本の地方自治体の一部やジャパンゲームフィッシング協会（JGFA）では魚の背びれなどにIDが振られた標識タグを打ち込んでリリースする活動を行っている。これはタグ・アンド・リリースという行為で、主に回遊性のある魚（スズキ、マグロなど）の回遊ルートを追跡し、水産研究に役立てるための活動である。
このような魚をもし釣った場合、行っている団体に捕獲魚種名、標識記号-番号、捕獲年月日、捕獲場所、大きさ（全長、叉長）捕獲方法（JGFAの場合）を報告し、なるべくリリースすることが望まれる。
また、JGFAでは一般の会員向けにタグを打たせる活動も行っている。なおJGFAの活動は農林水産省と協力して行われている。
内水面でも、主に漁協や研究機関の調査目的で時折行われている。この場合タグでは無く特定のヒレの一部に切れ込みを入れている場合もある（魚のヒレには痛点が無く、また一箇所切った程度なら遊泳能力に支障をきたす事はあまりない）。